# Bom M117
Bom M 117 là một loại bom hàng không, công dụng chung được sử dụng bởi các lực lượng quân sự Hoa Kỳ. Nó đã có từ trước thời kỳ chiến tranh Triều Tiên vào những năm 1950. Mặc dù khối lượng theo danh nghĩa của nó là 750 lb (343 kg), nhưng khối lượng thực tế của nó có thể thay đổi một chút tùy thuộc vào loại ngòi nó sử dụng. Thuốc nổ sử dụng trong bom là loại thuốc nổ TNT hoặc Tritonal, khối lượng khoảng 403 lb (183 kg).
Từ năm 1950 đến đầu những năm 1970, bom M 117 là vũ khí tiêu chuẩn cho các máy bay, được mang bởi các loại máy bay: F-100 Super Sabre, F-104 Starfighter, F-105 Thunderchief, F-111, và F-4 Phantom II, Nhưng hiện tại nó chỉ được sử dụng bởi các máy bay ném bom hạng nặng của Không quân Hoa Kỳ như B-52 Stratofortress. B-52 đã thả khoảng 44.600 quả bom M117 trong suốt cuộc Chiến tranh vùng Vịnh.
Nó sử dụng hai loại đuôi, loại MAU-103 cho góc thả thấp và loại MAU-91 cho góc thả cao.